# هاینس رادزیکوفسکی
هاینس رادزیکوفسکی (آلمانی: Heinz Radzikowski; ۷ سپتامبر ۱۹۲۵ – ۱۸ آوریل ۲۰۱۷) بازیکن هاکی روی چمن اهل آلمان بود.